# Menhartovský palác
Menhartovský nebo Manhartský palác, zvaný také dům U koz, či Šrámkův dům, je barokní palác čp. 595 na Starém Městě v Praze mezi ulicemi Celetná (č. 17) a Štupartská (č. 12). Od roku 1964 je kulturní památkou. V paláci sídlí Divadlo v Celetné.

## Dějiny paláce

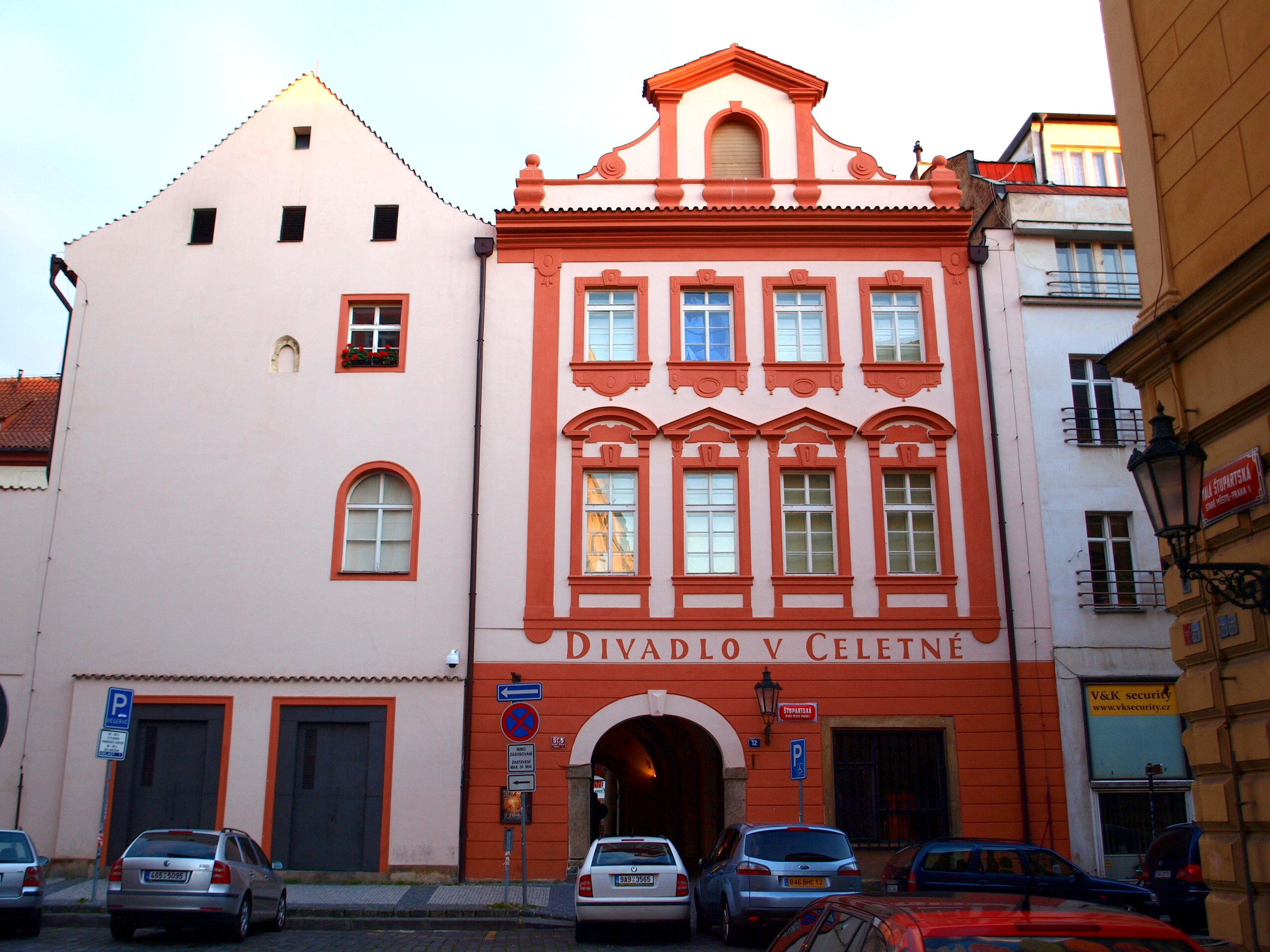
Menhartovský palác – průčelí paláce do Štupartské ulice

Byl postaven kolem roku 1700 na místě několika starších domů. Nejstarší zmínka o některém z nich pochází z roku 1402 a poté z roku 1413, kdy byl dům prodáván (tento doklad uvádí název domu „U koz“). Po husitských válkách došlo k rozšíření domu zhruba na jeho dnešní rozlohu. Pak byl mj. ve vlastnictví Kryštofa Haranta z Polžic a Bezdružic či Adama z Valdštejna.
Nejpozději na počátku 17. století byla část paláce u Štupartské ulice rozšířena a sloužila jako sladovna.
Po roce 1700 byli majiteli Jan Kristian Stubig a potom Jan Bedřich Manhart. V té době došlo k raně barokní přestavbě, kterou pravděpodobně provedl Vít Václav Kaňka za spoluúčasti svého syna Františka Maxmiliána. Ve 2. čtvrtině 18. století se majitelem domu stal František Mikuláš Hartmann z Klarsteinu. Během jeho vlastnictví v domě bydlel Jan Petr Molitor a před rokem 1738 zde zhotovil dnes již zaniklé fresky.
V roce 1752 palác koupil řád zbožných škol (piaristé) pro svou kolej, jejímž představeným byl historik Gelasius Dobner (z této doby se dodnes dochovala socha sv. Jana Nepomuckého v průčelí ve výklenku mezi patry z doby kolem roku 1755). V roce 1780 se stal dům měšťanským majetkem a vznikla v něm patrně manufaktura na výrobu hedvábných tkanin a suken. Zhruba v této době byl upraven raně klasicistně, nejspíše Františkem Hegerem. Dvě různé části, ze kterých je dnes složeno průčelí do Štupartské ulice, vznikly v průběhu 18. století dočasným rozdělením domu.
V přízemí domu je dřevěná socha Hérakla se lvem patrně od Jana Jiřího Bendla z let 1675–1680, ve dvoře je faksimile plastiky Lehkomyslnost ze souboru Ctností Matyáše Bernarda Brauna.
V domě nyní sídlí Divadlo v Celetné a Institut umění – Divadelní ústav.

## Galerie

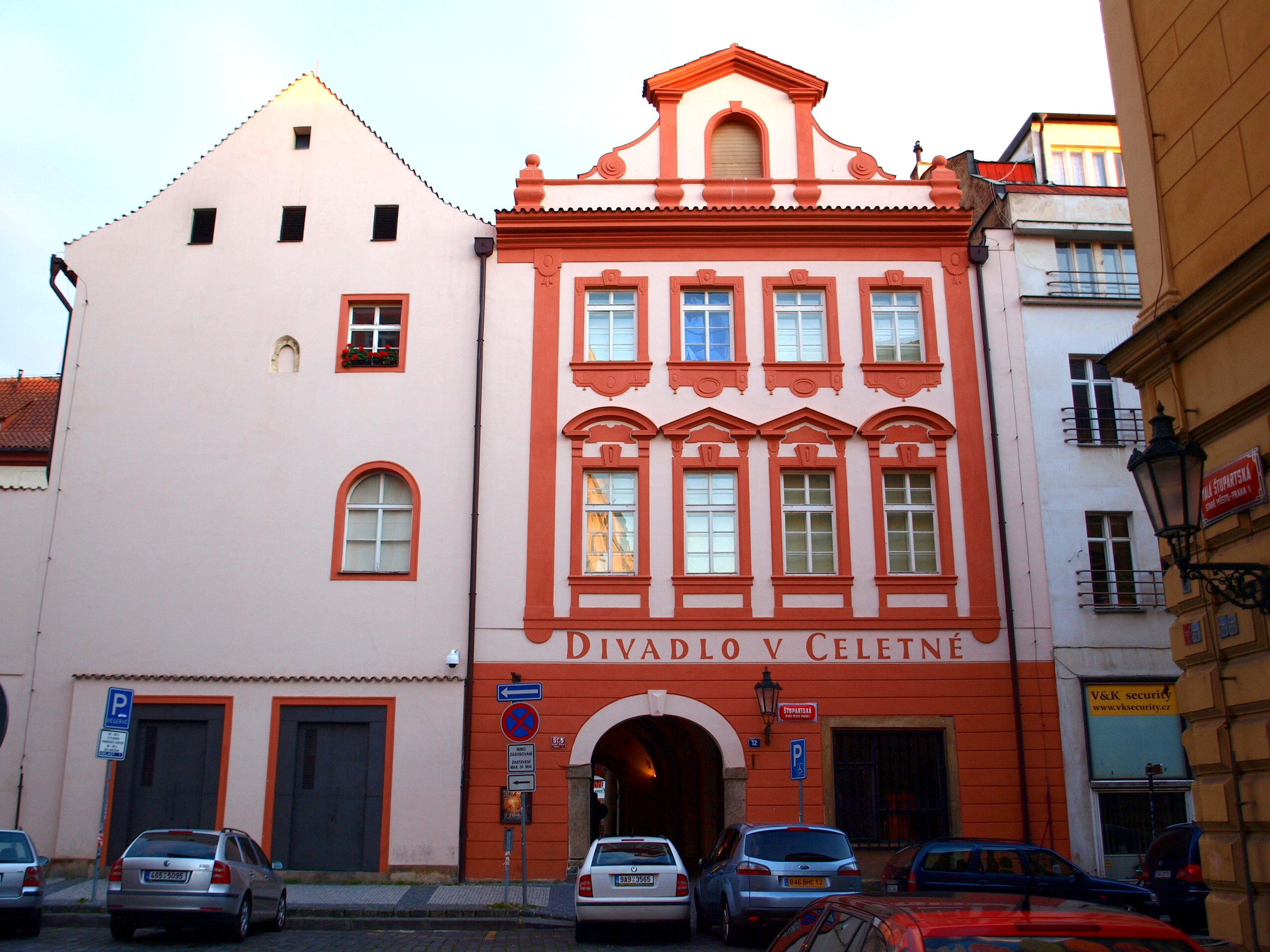
Průčelí paláce do Štupartské ulice
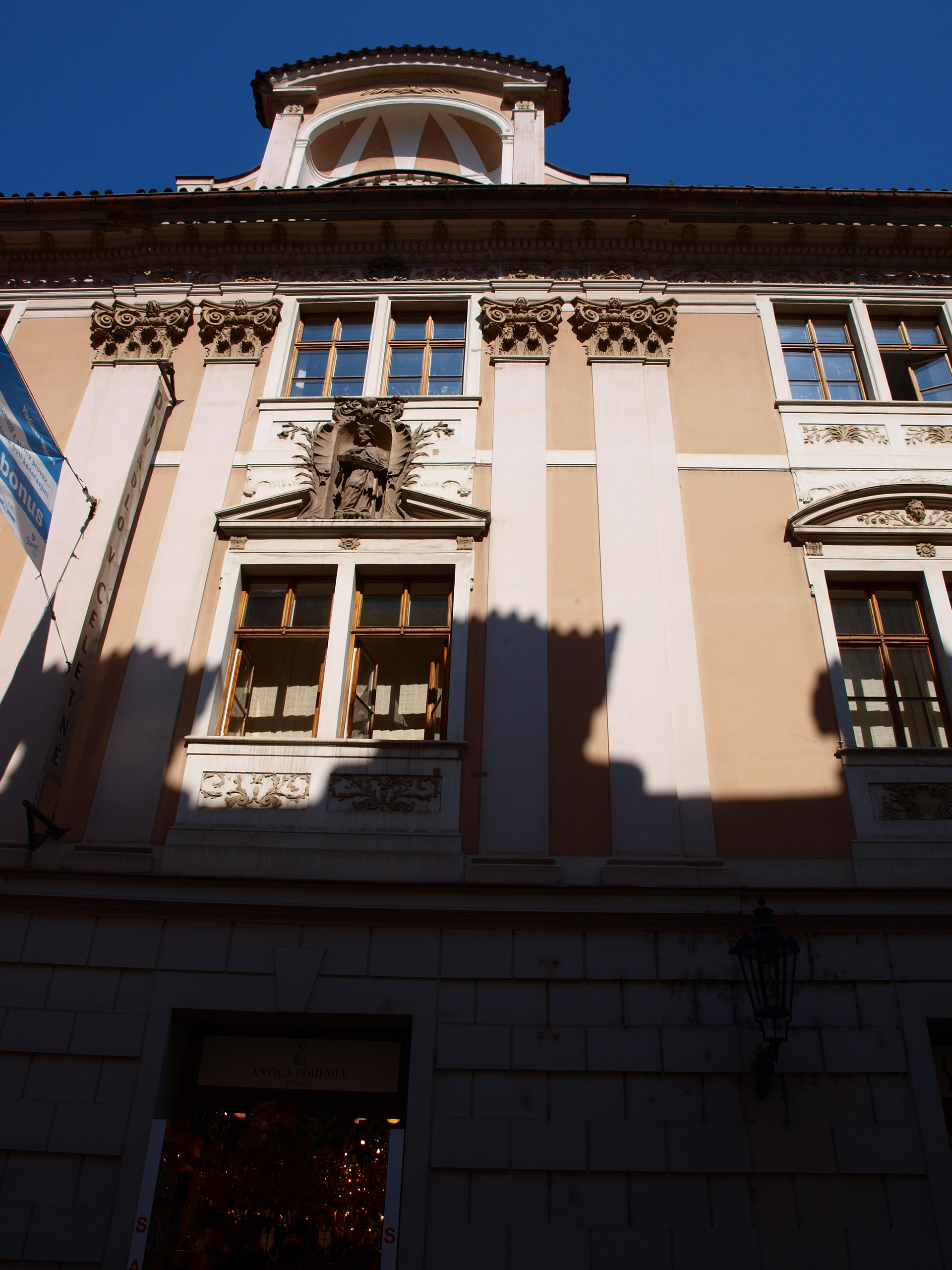
Průčelí paláce do Celetné ulice
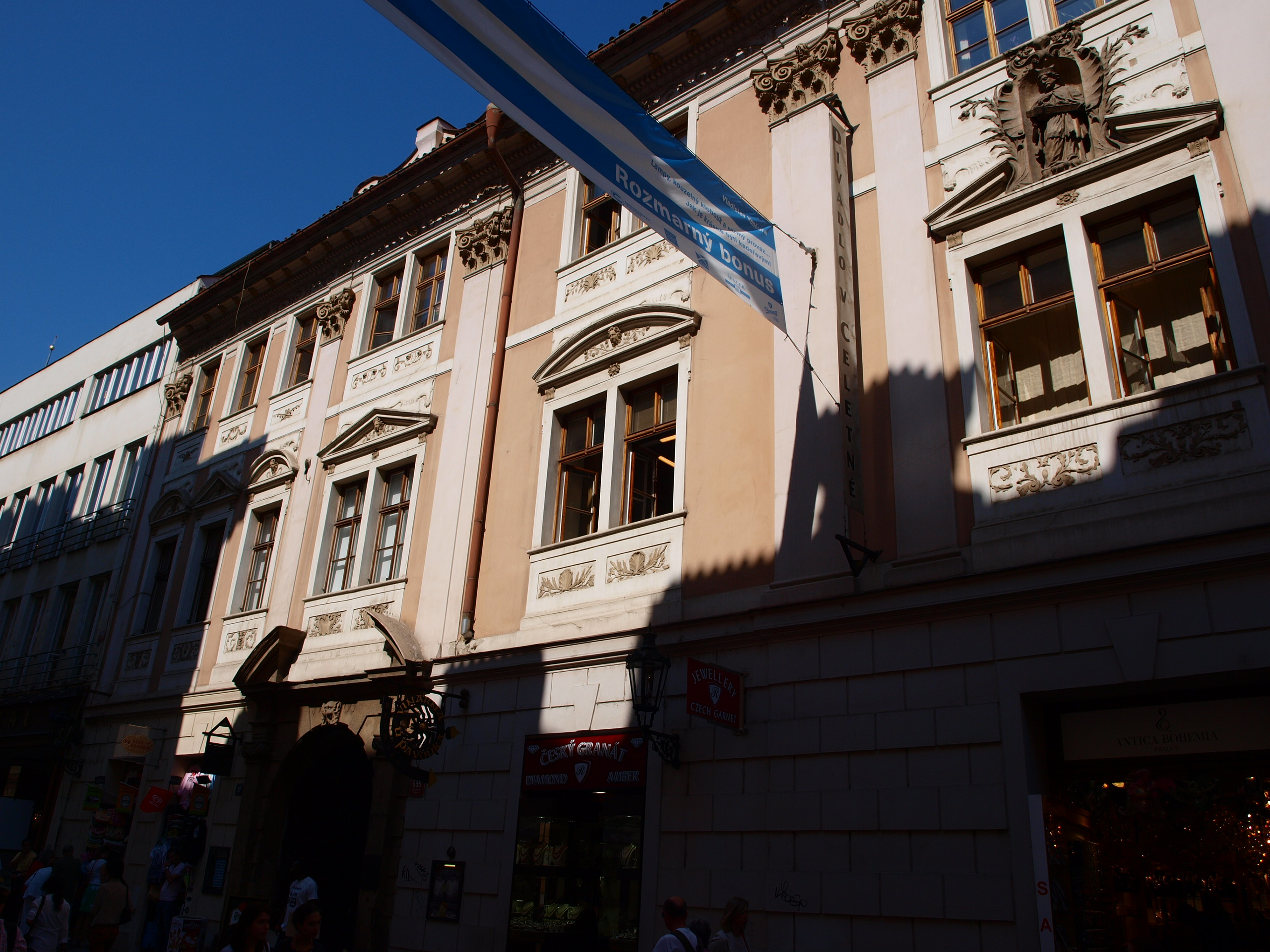
Průčelí paláce do Celetné ulice
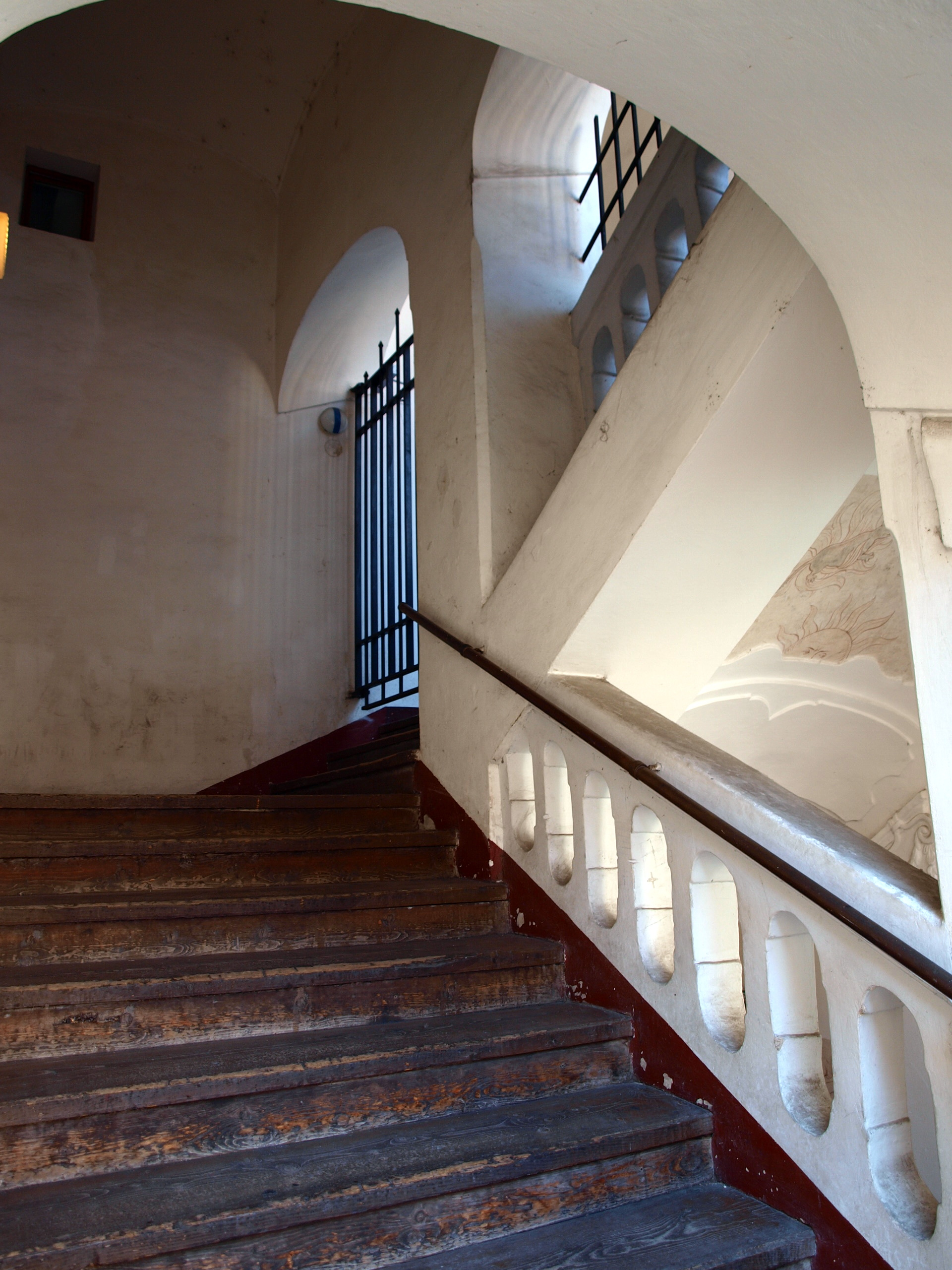
Schodiště z nádvoří paláce
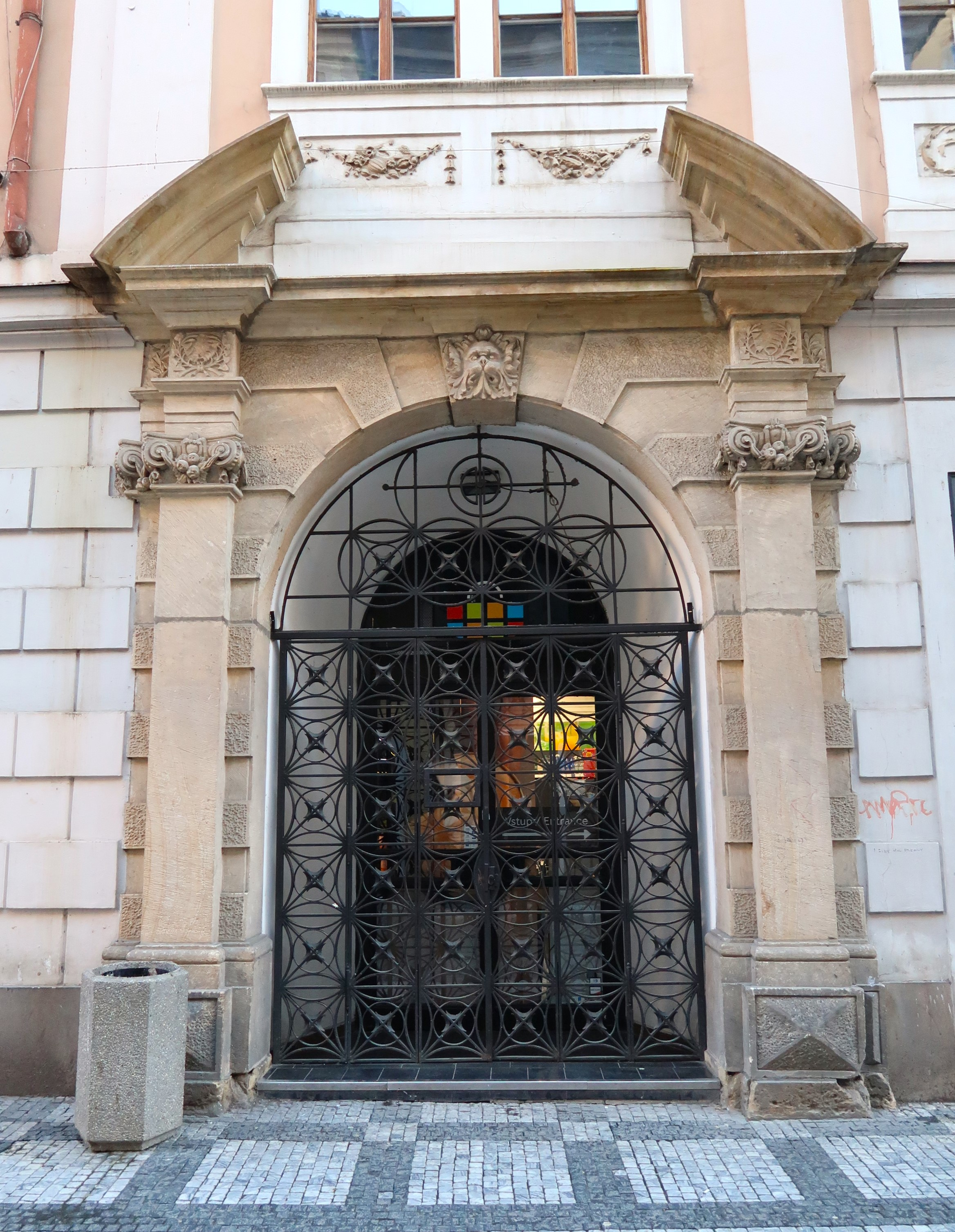
Portál
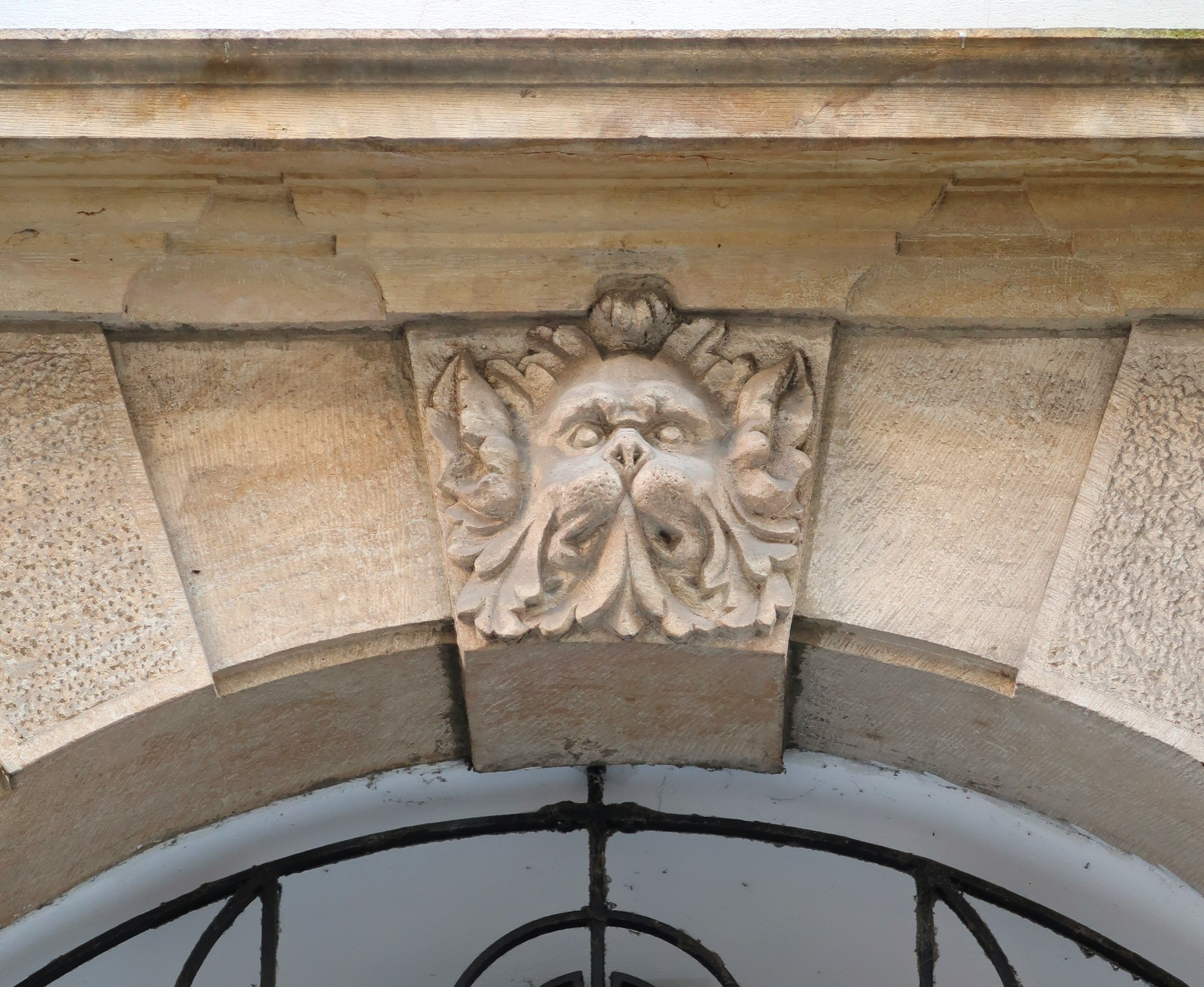
Maskaron portálu
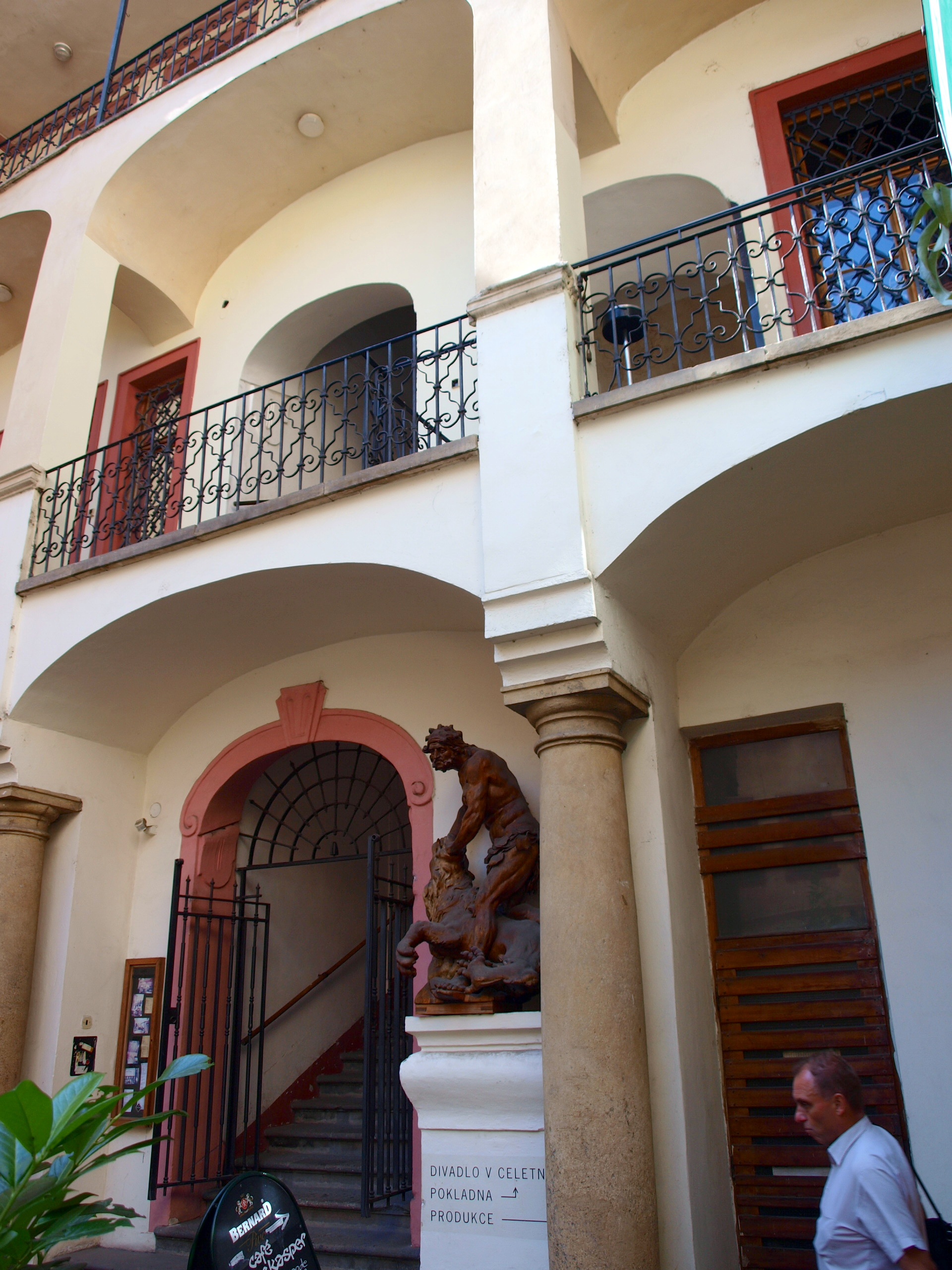
Pavlač paláce
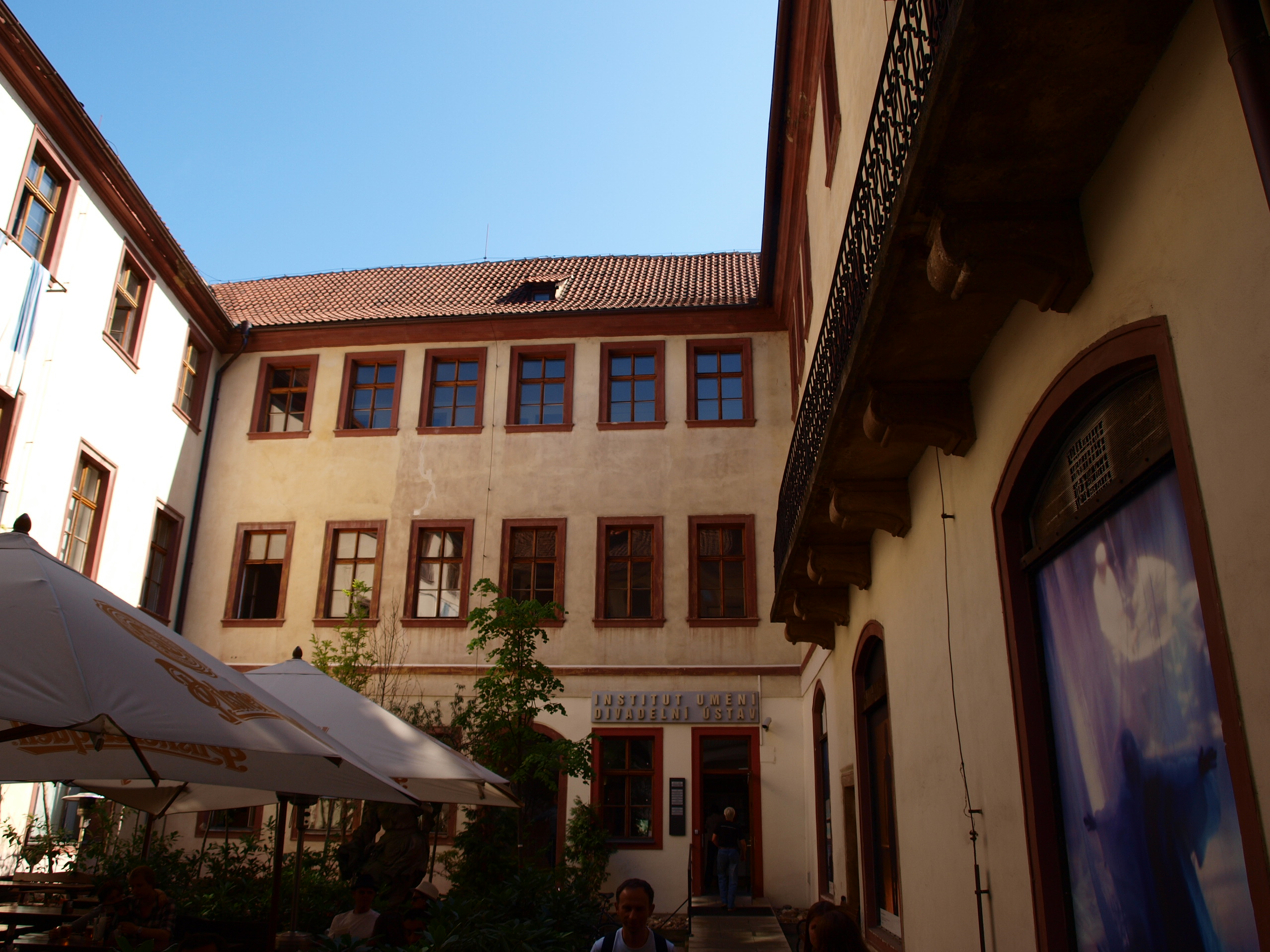
Nádvoří paláce
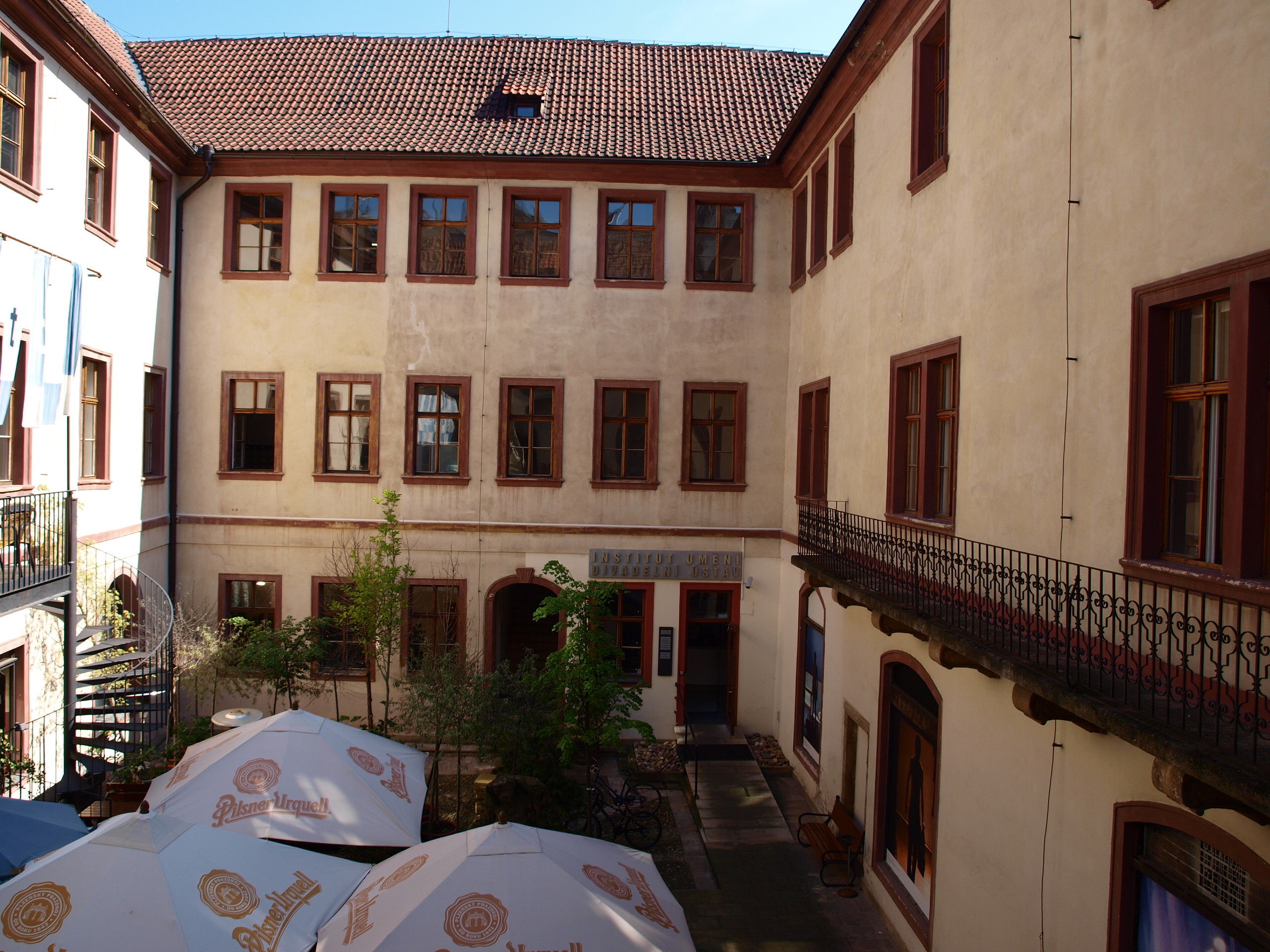
Nádvoří paláce
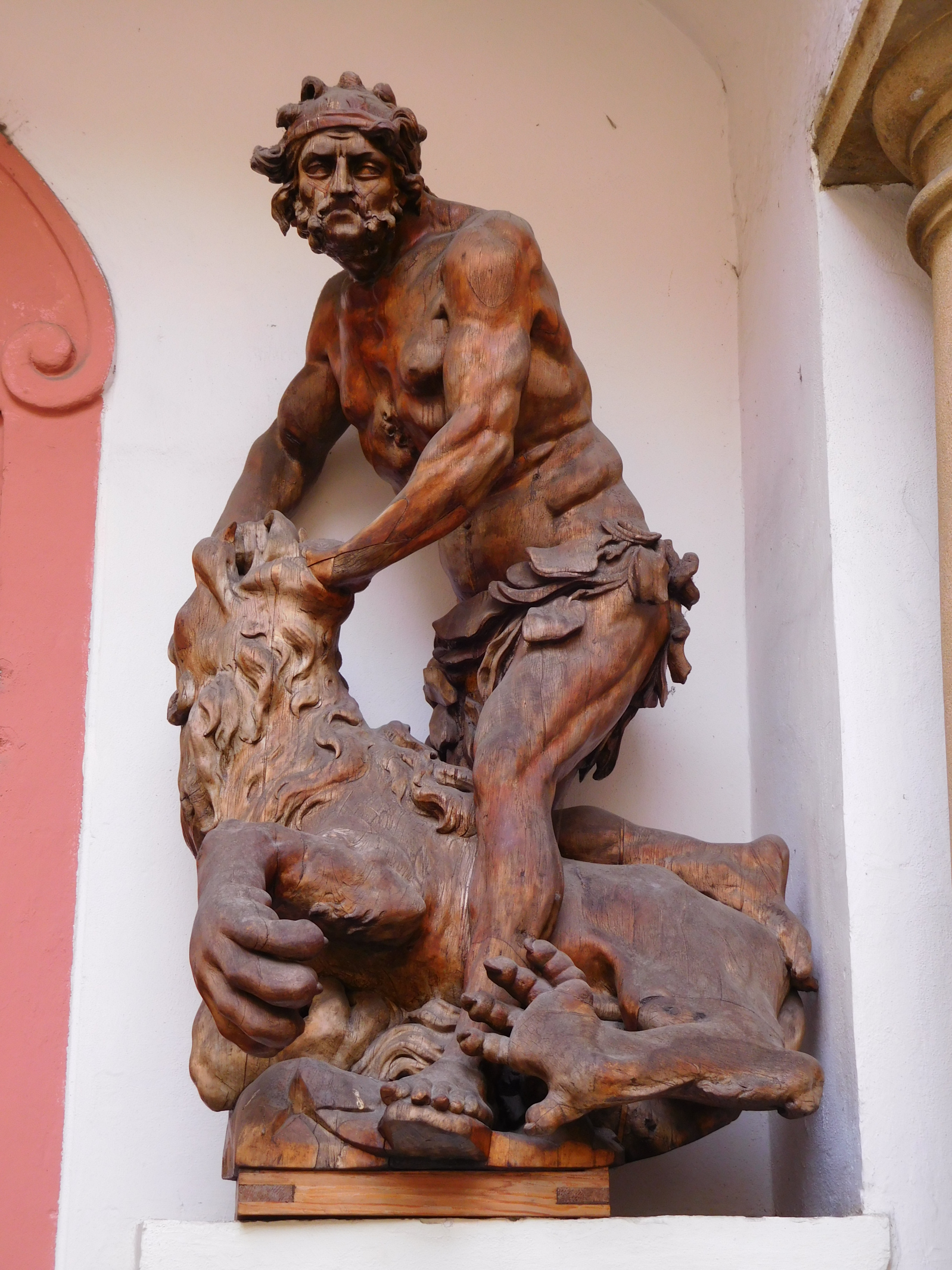
Socha Herkula
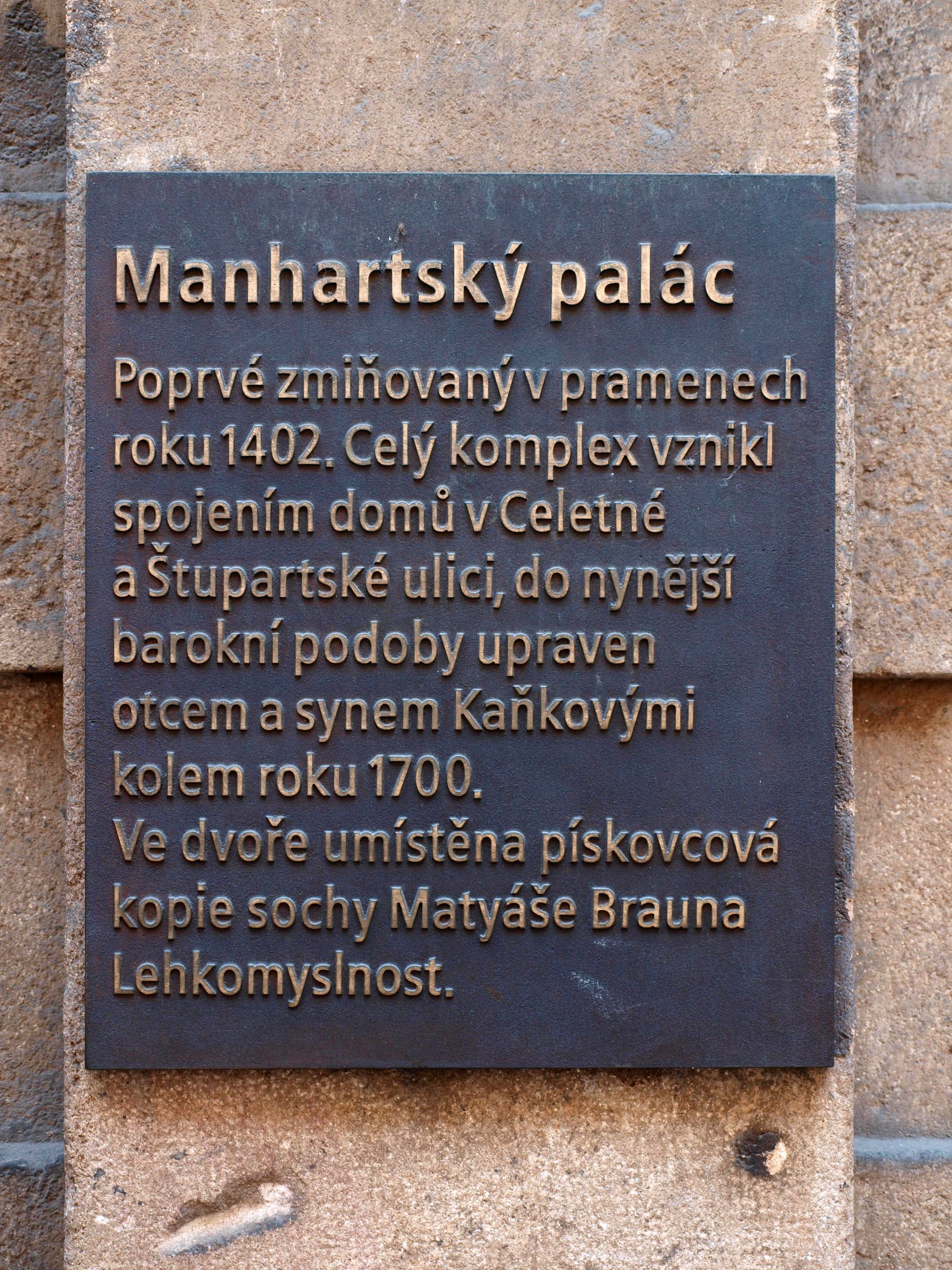
Informační deska v Celetné ulici